# Libotin
Libotin – wieś w Rumunii, w okręgu Marmarosz, w gminie Cupșeni. W 2011 roku liczyła 1097 mieszkańców.